# تشارلز مككمسون
تشارلز مككمسون (بالإنجليزية: Charles McKimson)‏ هو رسام رسوم متحركة أمريكي، ولد في 20 ديسمبر 1914 في دنفر في الولايات المتحدة، وتوفي في 16 أبريل 1999 في لوس أنجلوس في الولايات المتحدة.

## وصلات خارجية
- تشارلز مككمسون على موقع IMDb (الإنجليزية)
- تشارلز مككمسون على موقع ألو سيني (الفرنسية)
- تشارلز مككمسون على موقع قاعدة بيانات الفيلم (الإنجليزية)